# Gündüz Erkan
Gündüz Erkan (... – luglio 2011) è stato un cestista turco.

## Carriera
Con la Turchia ha disputato i Campionati europei del 1957.